# Михаил Врубел
Михаил Александрович Врубел (рус. Михаил Александрович Врубель; Омск, 17. март [по јулијанском 5. март] 1856. – Санкт Петербург, 14. април [по јулијанском 1. април] 1910.) био је руски сликар, цртач и вајар. Врубел је био продуктиван и иновативан уметник активан у сликарству, цртежу, керамици, скулптури и позоришној уметности. Он је генерално окарактерисан као један од најважнијих уметника у руској симболистичкој традицији и пионир модернистичке уметности.

## Биографија

### Порекло, детињство и адолесценција
Породица Врубел није припадала племству. Прадеда уметника – Антон Антонович Врубел (од пољ. wróbel, што значи врабац) – био је пореклом из Бјалистока и службовао је као судија у свом граду. Његов син Михаил Антонович Врубел (1799–1859) је наставио војну каријеру. Пензионисан је у чину генерал-мајора, два пута се женио и имао три сина и четири ћерке. Последњих десет година свог живота, Михаил Антонович је служио као атаман астраханских козака . У то време, гувернер Астрахана био је познати картограф и адмирал Григори Басаргин. Гувернерова ћерка Ана касније се удала за другог сина Михаила Антоновича из првог брака, Александра, који је претходно завршио кадетски корпус, служио је у Тенгин пешадијском пуку, учествовао у Кавкаском и Кримском рату. Године 1855. рођено је њихово прво дете Ана Александровна (1855–1928). Укупно су имали четворо деце. 
Михаил Врубел је рођен 17. марта 1856. године. У то време, породица Врубел је живела у Омску где је Александар службовао као дежурни официр Другог степског сибирског корпуса. Још двоје деце, Александар и Екатерина, такође су рођени у Омску, али су умрли пре адолесценције. Чести порођаји и неповољна сибирска клима знатно су ослабили здравље Михаилове мајке и она је 1859. умрла од туберколозе. Будући сликар је имао само три године када му је умрла мајка. Једно од сећања које је Михаил имао из тог периода је како је његова болесна мајка лежала у кревету и изрезала за своју децу „људе, коње и разне фантастичне фигуре” од папира. Као слабашно дете од рођења, Михаил је почео да хода тек са три године.
Због сталних пресељења њиховог оца, Ана и Михаил провели су детињство селећи се од места до места где је Александар службовао. Током 1859. постављен је да служи у Астрахану где је имао рођаке који су му могли помоћи око деце, али је већ 1861. породица морала да се пресели у Харков . Тамо је мали Михаил брзо научио да чита и развио је интересовање за илустрације књига, посебно оних из часописа Живописное обозрение.
Године 1863. Александар Врубел се по други пут оженио Јелисаветом Весел из Санкт Петербурга, која се посветила деци свог мужа (своје дете добила је тек 1867. године). Године 1867. породица се преселила у Саратов где је потпуковник Врубел преузео команду над покрајинским гарнизоном. Породица Весел припадала је интелигенцији – статусној класи образованих људи. Јелисаветина сестра Александра Весел дипломирала је на Санкт Петербуршком конзерваторијуму и умногоме је допринела да се Михаил уведе у свет музике. Сама Елизавета је много времена посветила побољшању Михаиловог здравља; касније се чак иронично присећао да га је натерала да следи „дијету од сировог меса и рибљег уља“. Међутим, нема сумње да је своју физичку снагу дуговаоначину живота који је одржавала његова маћеха. Поред тога, маћехин брат, стручни учитељ Николај Весел, такође је учествовао у образовању деце уводећи едукативне игре и анимирајући децу. Упркос генерално добрим односима међу свим рођацима, Ана и Михаил су били на дистанци. Понекад су се хладно понашали према својој маћехи називајући је ироничним надимком. Они су такође експлицитно изразили жељу да започну самосталан живот ван куће и тако су узнемирили свог оца. Са 10 година, Михаил је изражавао уметничке таленте кроз цртање, позориште и музику; која је у његовом будућем животу заузела ништа мање место од сликарства. Према Дмитријевој, „дечак је био као дечак, надарен, али више обећавајући свестрани аматер него опседнути уметник, што је касније постао“.
Поред тога, Александар Врубел је за Михаила ангажовао приватног учитеља Андреја Година из саратовске гимназије који је предавао напредне технике сликања. У то време у Саратову је била изложена копија Микеланђеловог „Последњег суда”. Слика је Михаила толико импресионирала, да ју је, према речима његове сестре, детаљно репродуковао по сећању.

### Гимназија
Михаил Врубел је своје образовање започео у Петој петроградској гимназији, где је управа школе посебну пажњу посветила осавремењавању наставних метода, унапређењу класичне науке, књижевном развоју средњошколаца, настави плеса и гимнастике. Његов отац Александар је такође био у Санкт Петербургу, добровољно је похађао предавања на Александровској војноправној академији као ревизор. Поред студија у гимназији, Михаил је похађао часове сликања у школи Царског друштва за подстицање уметности . Ипак, највише су га занимале природне науке. Године 1870, након што су три године живели у Санкт Петербургу, породица Врубел се преселила у Одесу где је Александар постављен за судију у гарнизонском суду.
У Одеси, Михаил је студирао на Ришељеовом лицеју . Сачувано је неколико његових писама упућених сестри Ани која се школовала у Санкт Петербургу. Прво писмо од октобра 1872; оба слова су велика и лака за читање, са много цитата на француском и латинском. У овим писмима Михаил је помињао слике које је направио – портрет његовог млађег брата Александра који је умро 1869. године (репродуковано са фотографије), и портрет Ане која борави у очевој канцеларији. Међутим, у поређењу са другим интересовањима која је имао Михаил, часови сликања нису му одузимали много времена. Врубел је брзо учио и био је најбољи ђак у разреду. Посебно се интересовао за књижевност, језике, историју, а на одморима је волео да чита сестри на изворном латинском. Будући сликар је чак и своје слободно време посветио омиљеним активностима. На пример, у једном од својих писама пожалио се Ани да је уместо да чита Гетеовог Фауста у оригиналу и да заврши 50 вежби у уџбенику енглеског језика, он је пресликао „Залазак сунца на мору“ Ивана Ајвазовског. Истовремено, могло би се рећи да је Михаила у то време више занимала позоришна уметност него сликарство, јер је једва помињао изложбу „Пердвижника” у Одеси, али је употребио неколико страница да опише петербуршку оперску трупу.

### Универзитет
Након што је дипломирао са одликом, ни Врубел ни његови родитељи нису размишљали о његовој уметничкој каријери. Одлучено је да се Михаил пошаље у Санкт Петербург где би могао да студира на Санкт Петербуршком државном универзитету и да живи код свог ујака Николаја Весела, који би такође покривао Врубелове свакодневне трошкове. Михаилову одлуку да студира на Правном факултету Врубелови биографи су различито тумачили. На пример, Александар Беноа, који је студирао на истом факултету, сугерисао је да је разлог за ову одлуку породична традиција и вредности које је правна професија имала у њиховим друштвеним круговима. Године 1876. Врубел је морао да понови другу годину због слабих оцена и жеље да унапреди своје знање из предмета. Међутим, иако је Михаил студирао годину дана више него што се очекивало, није могао да одбрани тезу и дипломирао је у рангу „ који је био најнижи научни степен са којим се може дипломирати. Упркос дубоком интересовању за рад Имануела Канта у филозофији и, посебно, теорији естетике, Михаилов боемски начин живота који му је ујак дозволио био је делимично крив што није завршио универзитет. У то време, Врубел се није много бавио сликарством, иако је направио неколико илустрација за класична и савремена књижевна дела. Према Дмитријевој, „уопштено говорећи… Врубелова уметност је потпуно „књижевна“: његово ретко дело не потиче из књижевног или позоришног извора“. Једна од најпознатијих композиција из тог периода је Ана Карењина са сином. Према Домитијеву, ово дело углавном подсећа на илустрације из часописа тог времена: „потпуно романтична, чак мелодраматична, и веома пажљиво уређена”. Активно учешће у позоришном животу (Врубел је лично познавао Модеста Мусоргског који је често посећивао Веселов дом) захтевао је знатне трошкове, због чега је Врубел редовно радио као учитељ и гувернанта . Године 1875. чак је путовао у Европу са једним од својих ученика; заједно су посетили Француску, Швајцарску и Немачку. Осим тога, Михаил Врубел је провео лето 1875. на имању које је припадало руском адвокату Димитрију Беру (Његова супруга Јулија Бер је била нећака Михаила Глинке). Потом је, због одличног знања латинског, Врубел био ангажован као приватни учитељ у породици Папмел.
Управо је породица Папмел склона естетизму и боемском начину живота подстакла Врубелов дендизам и жељу за сликањем. У једном од својих писама из 1879. године, Врубел је поменуо да је обновио познанство са руском акварелистком Емили Вилијес, која му је помогла у раду. Касније је Врубел почео блиско да комуницира са студентима Империјалну академије уметности који су радили под патронатом познатог руског сликара Павла Чистјакова. Врубел је почео да похађа вечерњу академску наставу где је аудиција била дозвољена и почео је да усавршава своје вештине. Као резултат тога, са 24 године, Врубел је имао кључну прекретницу у свом животу – након што је завршио универзитет и одслужио краћи војни рок,  примљен је на Царску академију уметности.

## 1880-те

### Академија уметности
Почевши од јесени 1880. године, Врубел је вршио ревизију наставе у Академији и, вероватно, почео је да држи приватне часове у атељеу Павела Чистјакова. Међутим, ове лекције су документоване тек од 1882; сам сликар је тврдио да је четири године учио код Чистјакова. У својој аутобиографији из 1901. године, сликар је године проведен на Академији окарактерисао као „најсветлије у својој уметничкој каријери” захваљујући Чистјакову. Ово није у супротности са оним што је писао својој сестри 1883. (када су обновили међусобну преписку која је била прекинута шест година).
Међу Чистјаковљевим ученицима били су Иља Рјепин, Василиј Суриков, Василиј Поленов, Виктор Васњецов и Валентин Серов, који су сви сликали у различитим стиловима. Сви они, укључујући и Врубела, препознали су Чистјакова као свог јединог учитеља, поштујући га до последњих дана. Због скептицизма који је преовладавао међу другом генерацијом научника, ова врста односа између ментора и његових ученика није била много цењена. Чистјаковљев метод је био чисто академски, али веома „индивидуалистички“ пошто је Павел инспирисао „свете концепте“ у раду на пластичној форми, али је такође подучавао свесно цртање, као и структурну анализу форме.
Један од најважнијих познаника које је Врубел упознао током свог боравка на Академији био је Валентин Серов. Упркос десетог година разлике између два уметника, били су повезани на различитим дубоким нивоима. Током година проведених у атељеу Чистјакова, Врубелови мотиви су се драстично променили: његов дандизам је замењен аскетизмом, о чему је поносно писао својој сестри. Почевши од 1881, након преласка на део наставе са моделом, Михаил је похађао и часове професора Чистјакова и рад на акварелима у Рјепиновом атељеу. Међутим, њихов однос са Рјепином се брзо закомпликовао због свађе на слици „Религијска процесија у губернији Курск“. У једном од писама својој сестри, Врубел је поменуо да је „користећи [јавно] незнање, Рјепин украо оно посебно задовољство које разликује стање духа пред уметничким делом од стања духа пред проширеним штампаним табаком“.
Један од најсјајнијих примера Врубеловог академског рада је његова скица „Гозба Римљана“. Иако је формално састављена по правилима академске уметности, слика крши све главне каноне академизма – композиција нема главни фокус, радња је нејасна.
Судећи по преписци Врубела и његове сестре, сликар је на слици радио скоро две године.
Међутим, Врубел није напустио своју идеју да буде плаћен за свој креативни рад. Захваљујући породици Папмел, добио је поруџбину од индустријалца Leopold Koenig. Према заједничком договору, предмет и техника сликања би били остављени на вољу уметника, а хонорар би износио 200 рубаља. Михаил је такође одлучио да учествује на конкурсу који је покренуло Царско друштво за подстицање уметности и одабрао је радњу „Хамлета и Офелије“ у стилу Рафаеловог реализма. Сачуване су скице аутопортрета Хамлета и акварели за општу композицију која приказује данског принца. Међутим, рад на слици је био компликован због погоршања односа између сликара и његовог оца. Пошто је пропао и са Хамлетом, Врубела су пријатељи наговорили да наслика прави модел. За ову потребу изабрали су искусну манекенку Агафју која је постављена у исту столицу која је служила као украс за „Хамлета“, док је студент Владимир Дервиз донео из родитељске куће нешто фирентинског сомота, венецијанског броката и других ствари из периода ренесансе. Врубел је успешно завршио слику „Модел у ренесансном окружењу“ са карактеристичним за Врубела „сликарским утискивањем“. Под утиском „Модел”, Врубел се вратио раду на „Хамлеут”. овог пута сликао је уљем на платну по узору на Серова.
Упркос формалном успеху, Врубел није успео да дипломира на Академији. Међутим, 1883. године његова слика „Веридба Марије и Јосифа“ добила је сребрну медаљу Академије. По препоруци Чистјакова, професор Адријан Прахов је у јесен 1883. године позвао Врубела у Кијев да ради на рестаурацији Кириловог манастира из 12. века. Понуда је била ласкава и нуђен је добар хонорар па је уметник пристао да оде након завршетка академске године.

### Кијев
Године које је Врубел провео у Кијеву испоставиле су се готово као најважније у његовој каријери. По први пут у животу, Врубел је успео да оствари своје амбициозне намере и врати се основама руске уметности. За пет година, завршио је огроман број слика. Тако је, на пример, самостално осликао мурале и иконе за цркву Светог Кирила, као и урадио 150 цртежа за рестаурацију лика анђела у куполи Саборне цркве Свете Софије.
Праховљев позив је био готово случајан, јер је тражио квалификованог сликара са одређеном академском спремом за осликавање фресака у цркви, али у исто време недовољно признат да му не би била потребна већа плата. Судећи по преписци са породицом, Врубелов уговор са Праховом био је да заврши четири иконе за 76 дана. Наведена плата му је била 300 рубаља исплаћена на свака 24 радна дана.
Фреска „Силазак Духа Светога на апостоле” коју је Врубел насликао за цркву Светог Кирила садржала је како одлике византијске уметности тако и његов лични стил. Фреска је одразила већину Врубелових карактеристичних особина и приказала је дванаест апостола који се налазе у полукругу. Стојећа фигура Марије налази се у центру композиције. Позадина је обојена плавом бојом, док златни зраци излазе на апостоле са Светим Духом. Узор за Маријин лик била је болничарка М. Ершова – честа гошћа у кући Прахових и будућа супруга једног од сликара са којим је Врубел радио. „Силазак“ је насликан директно на зиду, без икаквог картона, па чак и икаквих прелиминарних скица – само су поједини детаљи претходно наведени на малим листовима папира. Занимљиво је да слика приказује апостоле у полукругу чији су ореоли повезани са Светим Духом. Овај сликарски стил је био византијског порекла и инспирисан је кованим крилатим олтаром из једног од тифлиских манастира.

### Прво путовање у Италију
Врубел је отпутовао у Венецију заједно са Самјуелом Гајдуком који је као млади уметник сликао по Михаиловим скицама. Међутим, њихово путовање није прошло без неких авантура. Према речима Прахова, Врубел је срео свог пријатеља из Санкт Петербурга са којим су изашли на журку током трансфера у Бечу. Гајдук, који је успешно стигао до Венеције, чекао је два дана да Врубел стигне . Живот у Венецији зими био је јефтин, а сликари су делили атеље у центру града на Виа Сан Маурицио. Обојица су били заинтересовани за цркве на напуштеном острву Торчело.
Дмитријева је писала да је боравак у Венецији обогатио његову палету и пробудила његов дар колориста.
Ове особине се јасно могу уочити на све три иконе које је Врубел насликао у Венецији за цркву Светог Кирила – „Свети Кирил“, „Свети Афанасије“ и суморно колорисан „Христос Спаситељ“. Пошто је навикао на интензиван рад у атељеу Чистјакова, Врубел је за месец и по дана насликао све четири иконе и осетио жудњу за активностима и недостатак комуникације. У Венецији је случајно срео Дмитрија Мендељејева који је био ожењен једном од Чистјаковљевих ученица. Заједно су разговарали о томе како сачувати слике у условима високе влажности, као и о предностима припрених радова уљем на цинк даскама пре сликања на платну. Поцинчане плоче за Врубелове иконе допремљене су директно из Кијева; међутим, дуго времена сликар није могао да успостави своју технику и боја није могла да се прими на метал. Већ у априлу је Врубел само желео да се врати у Русију.

### Кијев и Одеса
По повратку из Венеције 1885. године, Врубел је провео мај и део јуна у Кијеву. Било је гласина да је одмах након што се вратио запросио Емили Прахову упркос томе што је била удата жена. Према једној верзији приче, Врубел је своју одлуку објавио не Емили, већ њеном мужу Адријану Прахову. Иако Михаилу Врубелу није био забрањен приступ кући, Прахов га се дефинитивно „плашио“, док је Емили негодовала због његове незрелости.
Крајем јуна 1885. Врубел је отпутовао у Одесу где је обновио познанство са руским вајаром Борис Едвардс са којим је претходно похађао наставу у Уметничкој школи. Едвардс је заједно са Киријаком Костандијем покушао да реформише Одеску уметничку школу и одлучио је да пита Врубела за помоћ. Настанио је Врубела у сопственој кући и покушао да га наговори да заувек остане у Одеси. У лето је Серов стигао у Одесу и Врубел му је први пут рекао о свом плану да наслика „Демона“. У писмима породици, Врубел је помињао и тетралогију која је вероватно постала једно од његових споредних интересовања. Године 1886. Вробел је отишао у Кијев да прослави Нову годину користећи новац који му је отац послао за путовање кући (у то време породица је живела у Харкову).

У Кијеву се Врубел често састајао са сарадницима писца Јеронима Јасинског. Први пут се сусрео и са Коровином. Упркос интензивном раду, сликар је водио „боемски“ начин живота и редовно је боравио у кафеу „Shato-de-fler“. Боемски живот је исцрпило његову оскудну плату, а главни извор прихода постао је произвођач шећера Иван Терешченко који је сликару одмах дао 300 рубаља за трошкове његове планиране Оријенталне приче. Врубел је своје паре бацао у кафе-шантант.
Истовремено, Адријан Прахов је организовао осликавање Саборне цркве Светог Владимира и, без обзира на личне ставове, позвао је Врубела. Упркос Врубеловој немарности према његовим делима инспирисаним његовим „боемским“ начином живота, створио је чак шест верзија „Надгробног плакања“ (сачуване су само четири). Прича није укључена у Јеванђеље и није уобичајена за руску православну уметност, али се може видети на неким иконама из италијанске ренесансе. Иако је јасно разумео њихов значај и оригиналност, Прахов је одбацио Врубелове независне слике јер су се значајно разликовале од дела других колега учесника и нарушиле релативни интегритет већ монтираних мурала. Прахов је једном приметио да ће нова катедрала „у веома посебном стилу“ морати да се изгради да би се сместиле Врубелове слике.
Док је сликао мурале у кијевским црквама, Врубел је истовремено био привучен симболм демона. Према П. Климову, било је сасвим логично, па чак и природно да Врубел технике стечене током сликања светих слика преноси на потпуно супротне слике, и то илуструје правац његових трагања. Његов отац Александар га је посетио у Кијеву када је Михаил имао неке интензивне менталне борбе. Александар Врубел је био ужаснут Михаиловим начином живота: „ни топлог ћебета, ни топлог капута, ни платна осим оног што је на њему... Болно, горко до суза.“ Отац је видео и прву верзију „Демона“ која је му је била одвратна чак је и казао да је мало вероватно да ће се ова слика повезати са публиком или са представницима Академије уметности. Након ове интеракције сликар је уништио слику и многе друге слике које је направио у Кијеву и окренуо се сликању дела која му могу донети зараду.
Приликом посете Прахову, где је група уметника учествовала у осликавању катедрале, Врубел је изјавио да му је отац умро и да мора хитно да отпутује у Харков. Сликари су сакупили новац за његово путовање. Сутрадан је Александар Врубел дошао у Прахов тражећи сина. Збуњени Прахов је морао да му објасни да је Врубелов нестанак последица његове заљубљености у енглеску певачицу из кафане. Ипак, пријатељи су покушали да обезбеде да Врубел има редовне приходе. У Владимировој катедрали му је додељен мањи посао – да нацрта орнаменте и „Седам дана за вечност“ на једном од плафона према скицама браће Павла и Александар Сведомски. Поред тога, Врубел је почео да предаје у Кијевској уметничкој школи. Сви његови пословни бити су потписаних уговора. Сумирајући Михаилов живот у „кијевском периоду“, Дмитријева је написала:

## Московски период (1890-1902)

### Селидба у Москву
Михаил Врубел је 1889. морао хитно да отпутује у Казањ где му је отац био тешко болестан; касније се опоравио, али је због болести ипак морао да поднесе оставку и потом се настани у Кијеву. У септембру је отпутовао у Москву да посети неке познанике и као резултат тога одлучио да тамо остане наредних 15 година.
Врубелово пресељење у Москву било је случајно, као и многе друге ствари које су се дешавале у његовом животу. Највероватније је тамо отпутовао јер се заљубио у циркуску јахачицу коју је упознао захваљујући познанику који је наступао под псеудонимом „Александар Земгано“. Врубел, Коровин и Серов су чак имали идеју да деле студио, али се то није преточило у стварност због погоршања односа са Серовом. Касније је Коровин упознао Врубела са чувеним покровитељем уметности Савом Мамонтовим. У децембру, Врубел се преселио у кућу породице Мамонтов. Према речима Домитееве, он је позван „не без пажње на његове вештине гувернанте“. Однос Врубела и породице Мамонтов је временом постао лош – супруга покровитеља није могла да га поднесе и отворено га је назвала „богохулником и пијаницом“. Он се убрзо преселио у изнајмљени стан.

### Поражени демон
Повратак уметников рада на тему Демона поклопио се са пројектом који су покренула браћа Кушнерев и уредник Petr Konchalovsky који је имао за циљ да објави двотомну књигу посвећену јубилеју Михаила Љермонтова са илустрацијама „наших најбољих уметничких снага“. Укупно је било 18 сликара, укључујући Иљу Рјепина, Ивана Шишкина, Ивана Ајвазовског, Леонида Пастернака, Аполинарија Васњецова. Од њих, Врубел је једини био потпуно непознат јавности. Није познато ко је издавачима скренуо пажњу на Врубела. Према различитим верзијама, Врубела су Кончаловском упознали Мамонтов, Коровин, па чак и Пастернак који је био одговоран за уређивање. Плата за рад је била прилично мала (800 рубаља за 5 великих и 13 малих илустрација). Главна потешкоћа је, међутим, била то што његове колеге нису разумеле Врубелову уметност. Упркос томе, илустровану публикацију одобриле су цензурне власти 10. априла 1891. године. Одмах потом о публикацији се нашироко расправљало у штампи која је оштро критиковала илустрације због њихове „непристојности, ружноће, карикатуралности и апсурда“. Ни људи који су били благонаклони према Врубелу нису га разумели. Тако је сликар променио своје погледе на естетику сугеришући да је „права уметност“ недокучива готово никоме, а „схватљивост“ му је била сумњива колико и „неразумљивост“ другима.
Врубел је све своје илустрације радио црном акварелом; монохроматичност је омогућила да се истакне драматичност предмета и омогућила је да се покаже распон текстурираних трагања које је уметник истраживао. Демон је био архетипски „пали анђео“ који је истовремено премоштавао мушке и женске фигуре. Према Дмитријевој, Врубелове илустрације показују да је сликар на врхунцу својих способности као графичара.
Радећи на илустрацијама, Врубел је насликао своју прву велику слику на исту тему – „Демон који седи“. Ова слика је приказ демона на почетку Љермонтовљеве песме и празнине и очаја који тада лочно осећа. Према Климову, то је био и најпознатији од Врубелових радова са темом демона и најмање под утицајем било каквих књижевних удружења. 
Током 1898. Врубел је насликао слику Витез или Богатир. На овој слици Врубел приказује богатира из старог руског фолклора, који се разликује од прерафаелитских западних витезова који су претежно елегантни и префињени. Представљена фигура је крупна и јака, са брадом и грубим рукама. Ова слика је највероватније инспирисана чувеном руском епском фигуром „Иља Муромски“.  У Русији, Иља Муромет је описиван као лик са невероватном физичком снагом и духовном снагом и интегритетом, чији је главни циљ у животу заштита руске отаџбине и народа. Шаре видљиве на богатировом кафтану, верижици и чизмама личе на шаре какве су коришћене на одређеним старим руским иконама. Лик Богатира је такође представљен у „Богатирима“ романтичарског сликара Васнетова. Овој слици, међутим, недостају духовни и фантастични квалитети које поседује Врубелова слика. Врубел је желео не само да изрази моћ руске земље, као Васнетов, већ и „очаравајућу атмосферу тихе метаморфозе: архаичну „припадност земљи” представљену кроз лик Богатира”. Врубел је покушао да прикаже лик богатира и природе (позадине) као једну целину, што има симболички значај.

### Абрамцево
Двадесетог јула 1890. године 22-годишњи сликар А. Мамонтов умро је у колонији Абрамцево. Као пријатељ Мамонтова, Михаил Врубел је присуствовао сахрани. Толико су му се свидели локални пејзажи да је одлучио да остане тамо. У Абрамцеву се Врубел одушевио керамиком и убрзо потом својој сестри Ани поносно поменуо да сада води „фабрику керамичких плочица и украса од теракоте“. Сава Мамонтов није разумео Врубелове естетске тежње, али је препознао његов таленат и трудио се свим силама да створи одговарајуће услове за сликара. По први пут у животу, Врубел је престао да зависи од поруббима племићких породица и почео је да добро зарађује тако што је завршио неколико наруџби керамике; украшавање капеле од мајолике на гробу А. Мамонтова и пројектујући доградњу у „римско-византијском стилу” на Мамонтовом имању.
Мамонтовљев атеље у Абрамцеву и атеље принцезе Тенишева у Талашкину употребљавали су принципе „покрета уметности и заната“, који су у почетку основали Вилијам Морис и његови следбеници. Присталице су расправљале о оживљавању руских традиционалних заната у исто време када је машинска производња била у супротности са јединственошћу која је била главни уметнички принцип у сецесији. Керамика настала у Абрамцеву одиграла је значајну улогу у оживљавању овог посла у Русији. Керамика је омогућила Врубелу да слободно експериментише са могућностима материјала. Кроз форму керамике је успевао да представи своје фантазије. У Абрамцеву је Врубелове планове подржао и оживео познати керамичар Петар Ваулин.

### Повратак у Италију
Током 1891. породица Мамонтов је отпутовала у Италију. Планирали су руте путовања према потребама гранчарског атељеа. Врубел је пратио породицу као консултант, што је довело до сукоба између њега и Мамонтовљеве жене, Елизавете. Тако су Мамонтов и Врубел отишли у Милано где је студирала Врубелова сестра Елизавета (Лилија). Предложено је да сликар проведе зиму у Риму где би могао да заврши Мамантовљеву – украсе за „Веселе жене виндзорске“ и дизајн за нову завесу за приватну оперу. Сава Мамонтов је Врубелу плаћао месечну плату; међутим, није дуго остао да живи у породичном дому Мамонтова, посвађао се са Јелисаветом, након чега је Врубел одлучио да остане са Сведомским.
Врубел се није слагао са другим руским уметницима који су радили у Риму и непрестано их је оптуживао за недостатак уметничког талента, плагирање и друго. Био је много ближи браћи Александру и Павлу Сведомском са којима је редовно посећивао локалне кафиће. Уживао је и у њиховом атељеу који је направљен пререграђивањем бившег стакленика. Имао је стаклене зидове и римски плафон који је отежавао боравак зими због хладноће. Браћа Сведомски су безусловно препознали Врубелову креативну супериорност и не само да су му дали собу у својој кући већ су са њим делили и комерцијалне наруџбине. Касније, Мамонтов је уговорио Врубелов боравак у атељеу полу-Италијана Александра Рицонија који је дипломирао на Руској академији уметности. Врубел га је веома поштовао и радо је радио под Рицонијевим надзором. Главни разлог за то био је тај што је Рицони сматрао да нема право да се меша у сликарев лични стил. Врубел је накнадно написао: „Нисам од много људи чуо толико поштених, али добронамерних критика“.
Зиме 1892. Врубел је одлучио да учествује на Париском салону где је добио идеју за слику Снежана (није сачувана).
Врубел је наставио да ради у Абрамцеву. Вратио се из Италије са идејом да црта пејзаже на основу фотографија што је резултирало јединственом зарадом од 50 рубаља. Једно од његових најзначајнијих радова по повратку је пано „Венеција” који је такође насликан на основу фотографије. Главна карактеристика ове композиције је њена безвременост – немогуће је рећи када се радња одиграва а фигуре су хаотично распоређене. Тада је настала и слика „Шпанија” коју критичари препознају као једну од Врубелових најсавршенијих аранжираних слика.

### Декоративни радови
Врубел је зиму 1892–1893 провео у Абрамцеву. Због редовних поруџбина који су рађени за Мамонтова, Врубелов углед у Москви је веома порастао. На пример, сликар је добио поруџбину да украси вилу породице Дункер у Поварској улици. Такође, заједно са најпознатијим архитектом московске сецесије Фјодором Шехтелом, Врубел је украсио дворац Зинаиде Морозове у улици Спиридоновка и кућу А. Морозова у Подсосенској улици.
Врубелови декоративни радови илуструју колико су његови таленти били универзални. Сликар је комбиновао сликарство са архитектуром, скулптуром и примењеном уметношћу. Врубелова скулптура је привукла је пажњу његових савременика. На пример, на крају свог живота, Александар Матвејев је поменуо да „без Врубела не би било Сергеја Коненкова...“.
Готичка композиција „Роберт и часне сестре” обично се сматра најважнијом Врубеловом скулптуром; налази се на степениште дворца Морозов. Литература о архитектури наглашава ексклузивну улогу коју је Врубел имао у формирању уметничких појава московског сецесије. Уметник је створио неколико дела која су украшавала важне грађевине у модерном и псеудо-руском стилу. Мамонтовљева палата у Садовој-Спасској улици изграђен је управо по Врубеловим архитектонским замислима; водио је и неколико других пројеката, цркву и Талашкину и изложбени павиљон у Паризу.
Врубел је до новембра 1893. радио на Пресуди у Паризу која је требало да украси Дункерову вилу. Јаремич је касније ово дело дефинисао као „високи празник уметности“. Међутим, купци су одбијали и „Париз” и на брзину насликану „Венецију”. Познати колекционар Константин Артсибушев касније купио оба дела. Такође је успотавио атеље у својој кући у улици Земљаној вал где је Врубел боравио током прве половине 1890-их. У то време, Ана Врубел се преселила у Москву из Оренбурга и могла је чешће да виђа брата. 
Године 1894. Врубел је пао у тешку депресију, а Мамонтов га је послао у Италију да чува његовог сина Сергеја, пензионисаног хусарског официра који је требало да се лечи у Европи (болео је од наследне болести бубрега и био је оперисан). У априлу, по повратку у Одесу, Врубел се поново нашао у ситуацији хроничног сиромаштва и поново се свађао са другим људима. Затим је реализовао дело  Демонова глава. Артсибушев је купио ово дело, а са добијеним новцем Врубел се вратио у Москву.
Отприлике у исто време, Врубел је за један дан насликао „Гатару” по снажној унутрашњој жељи. Према Дмитријевој, иако ружичаста боја асоцира на спокој, шал изгледа као да слути на зло. Претпоставља се да је модел за Гатару била један од уметникових љубавника сибирског порекла. Чак и на овој слици Врубел је био инспирисан опером Кармен . Слика је насликана преко уништеног портрета Мамонтовљевог брата Николаја.
Врубел је наставио да следи свој боемски начин живота. Према Коровиновим мемоарима, након што је добио велику плату за акварел панеле, потрошио ју је на велику вечеру у хотелу Париз, где је тада живео. Частио је бројне пријатеље и госте и чак је направио дуг.
Током целе зиме Врубел је радио веома интензивно. Уместо уобичајених 3–4 сата, радио је и до 14 сати, а понекад и више, не напуштајући просторију и једва престајући рад на слици. Једном дневно облачио је капут, отварао прозорско крило и удисао мало хладног ваздуха – и то је називао својим „шеталиштем“. Потпуно ангажован на послу, постао је нетолерантан на било какву сметњу, није желео да прима госте и једва је разговарао са породицом. „Демон“ је много пута био скоро завршен, али га је Врубел изнова сликао.

### Изложба у Нижем Новгороду, 1896.
Током 1895. Врубел је покушао да стекне ауторитет међу руским уметничким круговима. У фебруару је послао „Портрет Н. М. Казакова“ на 23. изложбу Передвника – међутим, слика је одбијена за излагање. Исте сезоне успео је да учествује на трећој изложби Московске асоцијације уметника са својом скулптуром „Глава дива“ тематски посвећеном песми Руслан и Људмила. Лист Russkiye Vedomosti се критички бави сликом и благонаклоно наброја све излагаче осим Врубела који је посебно наведен као пример како се радњи лиши уметничке и поетске лепоте.
Касније је Врубел учествовао на Сверуској изложби 1896. посвећеној крунисању Николаја II и Александре Фјодоровне. Сава Мамонтов је био кустос изложбе посвећене руском далеком северу. Он је приметио да у простору постоје два велика празна зида. Мамонтов је са министром финансија разговарао о својој идеји да се ови зидови обложе великим панелима укупне површине 20 × 5 м и за израду ових радова је ангажовао Врубела. У то време, сликар је био заузет украшавањем виле Морозова у Москви. Међутим, пристао је да прихвати понуду иако је поруџбина била прилично велика – укупна површина слика била је 100 квадратних метара, а требало је да се заврши за три месеца. Планирао је да први зид украси сликом „Микула Сељанинович“ која је метафорички приказала руску земљу. За други зид Врубел је одабрао „Принцезу из сна” инспирисану истоименим делом француског песника Едмона Ростана . Друга слика је симболично представљала сликарев сан о лепоти.
Било је немогуће завршити два дела у тако кратком року. Зато је Врубел задужио сликара Т.Сафонова из Нижњег Новгорода да почне да ради на „Микули“. Сафонов је требало да слика по Врубеловим скицама. Украсни фриз је урадио А. Карелин – син руског фотографа Андреја Карелина.

Академик Алберт Николајевич Бенуа је 5. марта 1896. пријавио Академији уметности да је рад који се изводи у уметничком павиљону неспојив са његовим тематским циљевима. Бенуа је од Врубела тражио скице панела на увид. По доласку у Нижњи Новгород 25. априла, Беноа је послао телеграм:
Комитет Академије је 3. маја стигао у Петербург. У комитет су били Владимир Александрович Беклемишев, Константин Савицки, Павел Брулов и други. Закључили су да је немогуће изложити Врубелова дела. Мамонтов је рекао Врубелу да настави са радом и отишао је у Санкт Петербург да убеди чланове комитета. Истовремено, покушавајући да заплет „Микуле Сељаниновича” стави на платно, Врубел је схватио да раније није умео да правилно прикаже размере фигура. Тако је нову верзију почео да слика управо на бини павиљона. Мамонтов је покушао да заштити сликара и позвао је на сазивање новог комитета. Међутим, његови захтеви су одбијени и морао је да престане са радом на локацији.
Врубел финансијски није изгубио ништа пошто је Мамонтов купио обе слике за по 5 000 рубаља. Договорио се и са Василијем Поленовим и Константином Коровином да добрше до пола осликаног „Микулу“. Платна су смотана и враћена у Москву где су Поленов и Коровин почели да их раде док је Врубел завршавао „Принцезу из сна” у шупи грнчарске фабрике Абрамцево. Оба платна стигла су у Нижњи Новгород непосредно пре посете цара заказане за 15–17. јул. Поред два монументална рада, Врубелов је приказао „Главу демона“, „Главу дива“, „Пресуда Париза“ и „Портрет бизнисмена К. Артсибушева“. Касније, током изградње хотела Метропол, једна од фонтана окренута према Неглинској улици била је украшена паноом који је репродуковао „Принцезу из сна“. Панел је направљен у атељеу Абрамцево по налогу Мамонтова.
У то време, Михаил Врубел је отпутовао у Европу да се бави брачним пословима, док је Мамонтов остао задужен за све његове послове у Москви. Изградио је посебан павиљон под називом „Изложба украсних паноа које је направио Врубел, а које је одбила Академија уметности“. Тиме су отпочеле велике расправе у новинама. Николај Гарин-Михаиловски је први објавио чланак „Сликар и жири” у којем је пажљиво анализирао Врубелову уметност без икаквих критика. Са друге стране, Максим Горки је био против Врубела. Исмевао је „Микулу”упоређујући га са измишљеним ликом Черномором. „Принцеза из сна” му замера својим „лудријама, ружноћом иначе лепог заплета”. Горки је у пет чланака објашњавао Врубелово „сиромаштво духа и сиромаштво маште“.
Врубелови панели су ужасавајућ; требамо да их скинемо...

### Венчање. Даљи рад (1896–1902)
Почетком 1896. Врубел је отпутовао из Москве у Санкт Петербург у посету Сави Мамонтову. Отприлике у исто време требало је да се одржи руска премијера бајке-опере „Ханзел и Гретел“. Сава Ммонтов се занео овом поставом и чак је лично превео либрето и спонзорисао је трупу позоришта Павески. У опери је наступала и тада популарна Татјана Лубатович. Првобитно је за декорације и костиме био одговоран Константин Коровин, али је због болести морао да се одустане од посла у корист Михаила Врубела који никада раније није ни био у опери. На једној од проба, сликар је видео Надежду Забелу-Врубел која је играла улогу Гретелине млађе сестре.
Врубел је запросио Надежду убрзо након првог састанка. У једном од писама Ани Врубел поменуо је да ће се одмах убити ако Надежда одбије његов предлог. Прво виђање са породицом Забела није прошло баш најбоље јер су њени родитељи били збуњени разликом у годинама (он је имао 40 година, а она 28 година). Чак је и сама Надежда била упозната са чињеницом да „Врубел пије, веома је нередован у погледу новца, расипа новац, има нередовне и нестабилне приходе“. Ипак, венчали су се 28. јула у Женеви, Швајцарска. Пар је провео медени месец у пансиону у Луцерну. Затим је Врубел наставио рад на панелу за Морозовљев готички кабинет. У тренутку њиховог веридбе, Врубел је био банкрот и чак је морао да иде од станице до Надеждине куће пешице.
Надежда Забела Врубел је имала је мањи уговор са харковском опером за јесен 1896. Међутим, Врубел није имао много плаћеног посла у граду и морао је да живи од новца своје жене. То га је подстакло да се окрене сликарству за потребе позоришта и костимографији. Према мемоарима његових познаника, Врубел је почео да дизајнира костиме за Надежду, преправљајући костиме за Татјану Ларину. Као што је приметила Дмитријева, Врубел дугује високу уметничку продуктивност свог московског периода Надежди и њеном добром односу са Николајом Римским-Корсаковом. Упознали су 1898. године када је Надежда позвана у Московску приватну оперу. Забела се присећаа да је Врубел гледао оперу „Садко” у којој је његова супруга имала улоге принцезе барем 90 пута. Када га је упитала да ли му је то досадило, одговорио је да може неограничено да слуша оперу Садко и да сваки пут у делу налази неке нове фантастичне делове.
Сликар Иља Рјепин је током боравка у Санкт Петербургу јануара 1898. саветовао Врубелу да не уништава панел Јутро који је претходно одбијен, већ да покуша да га изложи на некој другој изложби. Као резултат тога, панел је био изложен на изложби руских и финских сликара коју је организовао Сергеј Дјагиљев у музеју Академије уметности и индустрије Санкт Петербурга.
Током летњег боравка у Украјини 1898. Врубел је доживео неколико симптома своје будуће болести. Његове мигрене су постале толико јаке да је сликар морао да узима фенацетин у великим количинама. Почео је да доживљава јаку анксиозност, посебно ако се неко није слагао са његовим мишљењем о уметничком делу.
На слици Пан из 1899. Врубел је кроз митолошки лик приказао органско јединство човека и природе. Фигура не личи на еротску слику вечне младости која је била засупљена у уметничким делима на Западу: подсећа на фигуру из руског фолклора познатог као 'лешиј', што је руски дух шуме. Муња коју је Врубел одлучио да угради и која лагано сија на фигуру ствара мистериозну атмосферу. Осликани бледи месец појачава овај осећај. Очи фигуре причају причу, откривају „психички живот фигура“.
Сликар је успео да заврши слику Пан за један дан, док је био у Тенишевој вили у Талашкину. Радња је исцртана на платну на којем је претходно почео да слика портрет своје супруге. Слика је инспирисана књижевном новелом „Свети Сатир“ Анатола Франса. Уз велике муке успео је да изложи своје слике на изложби Дјагиљева. Изложене су након што су његове слике приказане на изложби Московског удружења уметника, где нису привукле пажњу публике или критике.
Боје које Врубел користи имају крхак, кристални квалитет који наглашава живост, стерилност и хладноћу Демона који се огледа у околној природи. На слици Врубел је користио своју типичну палету боја плаве и љубичасте, која подсећа на византијске мозаике. Једна од карактеристика Врубелове уметности је блистав блистав ефекат, што се уклапа у византијску традицију где су такви сјајни и сјајни ефекти мозаика требало да изразе чудесну Божију инкарнацију. Текстура и боја слике наглашавају меланхолични карактер демонове природе која жуди за живим светом. Карактеристично је да су цвеће које га окружују хладни кристали. Отуђеност демона спрам света наглашавају „камени“ облаци. Супротност између Демонове живости и снаге и његове неспособности/недостатка жеље да нешто уради представљена је нагласком на Демоновом мишићавом телу и његовим испреплетеним прстима. Ови елементи су у супротности са беспомоћним осећањима која се преносе приказом клонулог тела и туге приаказане на лицу демона.. Фигура споља може бити снажна и мишићава, али је пасивна и интровертна у свом држању. Фигура демона није приказана као инкарнација Ђавола, већ као људско биће које је растргано патњом. „Демон“ се може посматрати као манифестација Врубелове дуге потраге за духовном слободом. Сликар се вратио свом имиџу тек за 8 година.
Постоји конвенционално мишљење да је Врубелова слика Принцеза лабуд инспирисана поставком опере. Међутим, платно је завршено у пролеће, док су пробе за Причу о цару Салтану одржане у јесен са премијером 21. децембра 1900.  О заслугама ове слике се нашироко расправљало јер је нису сви критичари препознали као ремек-дело.
Средином лета 1900. године Михаил Врубел је сазнао да је на Универселској изложби награђен златном медаљом за камин „Волга Свјатославич и Микула Сељанинович“. Поред Врубела, златне медаље добили су Коровин и Филип Маљавин, док је Серов освојио Гран при. На изложби су Врубелови радови (углавном примењена керамика и мајоличка уметност) били изложени у Палати намештаја и декорације. Касније је уметник четири пута репродуковао исти камин. Тих година, Врубел је радио као уметник у фабрици порцелана Дуљово. Његова најпознатија слика на порцелану била је „Садко“.

### Поражени демон
Десет година касније, Врубел се вратио теми демона, што је видљиво из његове преписке са Николајем Римским-Корсаковим с краја 1898. Почевши од следеће године, сликар је био растрган између слика „Летећи демон" и „Поражени демон" (ру. Демон поверженный). Изабрао је прву варијанту, али је слика остала недовршена. Слика и неколико илустрација инспирисане су заплетима Љермонтовљевог Демона и Пушкиновог „Пророка“.
На слици је представљен демон бачен у планине, окруженог усковитланим хаосом боја. Демоново тело је сломљено, али његове очи и даље ведро гледају, непоражене. Издужено тело Демона изгледа скоро деформисано, јер је тело приказано у необичним, неприродним пропорцијама. Ово даје утисак да тело пати. Слика асоцира на очај: хаос око Демона, Демоново 'пепељасто' лице и избледеле нијансе. Ова слика делује као представа Врубеловог унутрашњег света и његовог предстојећег лудила.
Поражени демон носи нешто што се може протумачити као трнов венац, што би могло да се односи на Христове страсти и патње које је претрпео. Овде Врубел меша лик демона, који се често повезује са злом, са Христом, што је осебујно. Метални прах који је Врубел користио подсећа на византијске мозаике, који су га инспирисали. Врубелова намера је била да изложи слику под насловом Икона, чиме се директно односи на византијску религиозну уметност.
Првог септембра 1901. Надежда је родила сина по имену Сава. Дечак је рођен као здрава беба али је имао орофацијални расцеп. Надеждина сестра, Екатерина Ге, је сугерисала да је Михаил имао „посебан укус па је могао да пронађе лепоту у извесној неправилности. А ово дете, упркос својој усни, било је тако слатко са својим великим плавим очима да је његова усна шокирала људе тек у првом тренутку а онда би сви заборавили на то“. Радећи на Демону, сликар је направио велики акварел портрет шестомесечног детета које седи у колицима.
Рођење сина Саве довело је до драматичне промене у рутини породице. Надежда Врубелова одлучила је да направи паузу у каријери и одбила је да ангажује дадиљу. Михаил Врубел је морао да самостално издржава своју породицу. Од септембра до октобра 1901. Врубел је искусио прве симптоме депресије због драстично повећаног броја радних сати. Почевши од новембра, престао је да ради на Пораженом демону.
Како је приметила Дмитриева: „Ово није његова најбоља слика. ... Поражени демон, са чисто формалне стране, више него било која друга Врубелова слика, насликана је у модерном стилу”.
Врубелово ментално здравље је наставило да се погоршава. Почео је да пати од несанице, из дана у дан је био више узнемирен, а сликар је постао необично самоуверен и многослован. 2. фебруара 1902. неуспела изложба Демона у Москви (сликар се надао да ће слика бити откупљена за Третјаковску галерију) поклопила се са самоубиством сликара Александра Рицонија након критике у „Мир искуству“.

Затим је слика донета у Санкт Петербург, где је Врубел наставио да је стално прерађује. Међутим, како кажу његови пријатељи, само је покварио слику. Због забринутости сликара, пријатељи су га довели код познатог психијатра Владимира Бехтерева који је Врубелу дијагностиковао неизлечиву, прогресивну парализу или терцијарни сифилис. Михаил Врубел је отпутовао у Москву не знајући за дијагнозу и његово стање се само погоршало. Слику је за 3 000 рубаља купио познати колекционар Владимир фон Мек . Судећи по преписци Надежде Забеле и Римског-Корсакова, Врубел је полудео, много је пио, траћио новац и брзо је плаховито реаговао без било каквог разлога. Супруга и син покушали су да му побегну и отрчали су код рођака у Рјазањ, али је он кренуо за њима. Почетком априла, Врубел је хоспитализован у приватној болници коју је водио Сави Магилевич.

## Болест и умирање (1903–1910)

### Прва криза
Врубелово лудило је привукло пажњу штампе; међутим, критике су биле углавном негативне. На пример, новински руски летак објавио је чланак „Ментални декаденти“. Убрзо су афирмисани сликари почели да објављују чланке у којима су тврдили да Поражени демон има нешто што треба да буде у свакој правој уметничкој композицији .  Александар Бенуа је такође променио мишљење о Врубеловим сликама; чак је својој књизи „Историја руске уметности XIX века“ додао емотивни одломак о правој поетској природи Врубелових слика. Тада су Бенуа и Дјагиљев одлучили да докажу јавности да је Врубел ментално здрав и 1902. су организовали изложбу 36 дела, укључујући сва три приказа „Демона”. Ова изложба је била прекретница у дефинисању ставова јавности о Врубеловој уметности; међутим, мало ко је веровао у његов потенцијални опоравак. Аутори текстова у „Мир искуства” су чак писали о Врубелу у прошлом времену, као да су већ сумирали његову уметничку каријеру.
Од априла до августа 1902. Врубелово ментално здравље је било толико лоше да чак ни његовој сестри и жени није било дозвољено да га посете. Требао му је стални надзор и понашао се подивљало. У тренуцима када се болест повлачи, могао је да говори кохерентно и покушавао је да слика. Међутим, сви његови цртежи из овог периода представљали су „примитивну порнографију“. Осим тога, ојачале су и његове грандиозне заблуде. Један од главних симптома његове болести била је стална жеља да поцепа oдежу и доњи веш. Септембра 1902. Врубелово стање се донекле побољшало и смањио је цртање радова са порнографском садржином. Одлучено је да се пребаци у Центар Сербски при Московском универзитету који води Владимир Сербски. На клиници се Врубелово здравље генерално поправило иако је породици и даље било забрањено посећивање. Сликар је почео да пише супрузи, углавном самокритичним тоном. Сербски је потврдио дијагнозу колеге Владимира Бехтерева „прогресивна парализа услед сифилитичке инфекције“ и чак је сазнао да се контаминација догодила 1892. године. Након што је Врубелу преписан лек са живом и седативи, његово понашање је постало предвидљивије. Михаил је почео да прима госте, укључујући Владимира фон Мека и Петра Кончаловског. Међутим, сликар је избегавао разговоре о уметности и стално је био суморан. Једини очекивани исход његовог стања била је физичка и ментална деградација.

### Смрт сина, друга криза
Фебруара 1903. Врубел је пуштен са клинике. Био је летаргичан и расејан, сви покушаји да слика су били неуспешни. Лекари су саветовали да га пошаљу на Крим, међутим, до априла његова апатија је прерасла у тешку депресију и сликар је морао да се врати у Москву. Владимир фон Мек је предложио породици Врубел да проведе лето у његовој вили у Кијевској губернији. То је донекле развеселило Врубела и његова супруга Надежда је била срећна. Непосредно пред полазак, разболео се њихов двогодишњи син Сава Врубел. У Кијеву ср његова болест погоршала, а 3. маја дете је умрло. Врубел је од апатије прешао у тугу, почевши активно да планира сахрану. Трудио се да изгледа весело и да подржи своју жену, која није проговорила ни реч. Сава је сахрањен на Бајковском гробљу. Након што су изгубили једино дете, супружници су отишли код фон Мек пошто нису знали шта даље и како да се понашају. У вили, Врубелово психичко здравље се знатно погоршало, а за недељу дана је категорички рекао: „Молим вас, сместите ме негде, иначе ћу вам правити проблеме”. Међутим, он се веома плашио клинике у манастиру Светог Кирила.
У последњим годинама живота, Врубел је готово непрестано халуцинирао и често је другима препричавао своје халуцинације и маштарије. Неколико дана се осећао просвећено а затим се жалио на несрећу која га је задесила. Осим тога, следио је аскетске праксе које су обећавале да ће му вратити изгубљени вид – одбијао је да једе, стајао је целу ноћ пред креветом. Врубел није могао ни да препозна своје старе пријатеље, на пример, Поленова. Касније се Ана Врубел присећала да је у последњих годину дана њен брат говорио да је уморан од живота. Током фебруара 1910. намерно је стајао у близини отвореног прозора и себи је изазвао упалу плућа, која је прерасла у пролазну туберкулозу. Доктор Усолцев који га је лечио написао да је са њим било другачије него са било којим другим пацијентима који обично прво губе најтањи или естетски смисао јер је њима на последњем месту; писао је да је Врубелов естетски осећај последњи нестао јер му је био примаран“.

### Лечење у клиници и рехабилитација
Доктор Усолцев је дијагностиковао Врубелу tabes dorsalis који је облик терцијарног сифилиса када трепонема паллидум утиче само на кичмену мождину, а не на мозак. Истовремено, Врубелове халуцинације су биле узроковане биполарним поремећајем уобичајеним међу уметницима. Због прогресивних метода примењених у клиници Усолцева и честих посета Надежде и Ане Врубел (они су изнајмили кућу у близини и свакодневно га посећивали), Врубел се скоро потпуно опоравио. Понекад су га лекари чак пуштали да проведе неколико сати насамо са супругом. Идеја рехабилитације у клиници Усолцева била је да се пацијенти осећају као код куће – зато је клиника била у приватној кући доктора Усолцева где су он и његова породица живели заједно са пацијентима. Доктор је стално позивао уметнике и певаче на организоване кућне концерте. Пацијенти су присуствовали вечерњим догађајима заједно са медицинским особљем. Усолцев је ценио Врубелову уметност и на сваки могући начин подстицао његове креативне потраге. У том периоду познати психијатар и један од првих истраживача ментално оболелих Pavel Karpov активно комуницирао са сликаром. Терапија је знатно побољшала здравствено стање сликара. На једном од цртежа направљених у клиници, Врубел је написао: Моме драгом и цењеном Федору Арсенијевичу из васкрслог Врубела.
Један од најзначајнијих делова Врубелове заоставштине су цртежи оловком. Сликар је тада првенствено цртао портрете лекара, болничара, пацијената, познаника, играча у картама и шаху, пејзажне скице. Скицирао је и углове своје собе и неке једноставне предмете, као што су столице, хаљина бачена на столицу, неспремљени кревет (серија „Несаница”), свећњак, бокал, ружу у чаши. Између осталог, Врубел је сликао доктора Усолцева, његову жену и брата студента. Сачуван је недовршени портрет доктора Усолцева наспрам позлаћене иконе.
У лето 1904. Надежда Забела је добила понуду Маријинског театра. Пошто Врубел није могао да замисли свој живот без ње, а доктор Усољцев није инсистирао да остане на клиници; супружници су се преселили у Санкт Петербург. Убрзо након тога, Надежда је схватила да је због проживљених догађаја дошло до промена у њеном гласу. Тако више није могла да наступа у опери и на крају је радила у камерној музици. У том периоду Врубел је насликао велики број њених портрета који је приказују у различитим сценама. Једна од ових слика је двометарско платно „После концерта” које приказује Забелу у хаљини креираној по Врубеловом дизајну.
Мишљење јавности и критике о Врубеловој уметности значајно се променило. Двоброј часописа „Мир Искуства“ (бр. 10–11, 1903) био је у потпуности посвећен Врубелу и његовој заоставштини. У издању су објављене репродукције његових слика, а многи критичари су се јавно одрекли својих раније објављених негативних критика. Један од разлога за тако драстичну промену било је препознавање импресионизма и симболизма у европским уметничким круговима. Тако је у моду ушла специфична симболика, емоционалност и фигуративизам Врубелових слика.
На изложби Савеза руских уметника која је организована 1905. године, била је изложена и Врубелова слика „Бисерна шкољка“. Као и при раду на другим илустрацијама за Љермонтовљева дела, Врубел је направио много графичких скица покушавајући да реши проблем „црно-беле боје“. Међутим, у коначној верзији су се налазиле фигуре морске принцезе, за шта је Врубел касније рекао Прахову да уопште није имао намеру да наслика фигуре било какве морске принцезе.
Истовремено, Дмитриева није ценила овај приступ и критички је писала о раду. Касније је сам Врубел на приказаним фигурама стално видео нешто опсцено што се на слици појавило против његове воље.
У фебруару 1905. Врубел је поново имао симптоме психозе. Надежда је позвала Усолцева из Москве да пази на њега. Михаил Врубел је све разумео и није се опирао. Пре поласка у Москву 6. марта, почео је да се опрашта са пријатељима и рођацима, дошао је код Павла Чистјакова на Академију уметности и посетио је позориште Панајевски, где је први пут видео своју супругу.

### Последњи уметнички радови
Тек након пола године, Врубел је почео мање-више адекватно да реагује на физичко окружење. Међутим, његова писма Забели пуна су самопрекора и покајања. Упркос „гласовима“ који су га мучили, вратио се тематици пророрака, почео је да пише „Шестокрилни сераф“, и осврнуо се на тему визије пророка Језекиља. Међутим, слика је остала недовршена јер је почетком 1906. године његов вид почео да драстично пропада, што је доказало дијагнозу прогресивне парализе. Поред тога, сликару је дијагностикована оптичка неуропатија. Михаил је на клиници држан готово искључиво о трошку своје супруге, што је било изазовно јер је месец боравка у клиници коштао 100–150 рубаља. Напротив, универзитетска клиника коју води Сербски коштала је само 9 рубаља. Управа позоришта разумела је тежину Надеждиног положаја. Позориште јој је одредило плату у износу од 3600 рубаља годишње, што је било довољно да покрије трошкове.
Његова уметност је била све више призната. Двадесет и осмог новембра 1905. добио је звање академика сликарства „за славу на уметничком пољу“. Након тога, уредник часописа „Zolotoe runo„ Николај Рјабушински је посетио Врубела у клиници са понудом да слика портрет Валерија Брјусова. Идеја је била да се објави серија портрета познатих савремених писаца. Портрете је требало је да насликају најпризнатији сликари портретисти. На пример, Серову је понуђено да наслика Константина Балмонта. Рјабушински је унапред платио портрет 300 рубаља и поред тога купио аутопортрет „Глава пророка” за 100 рубаља.
Затим је Рјабушински ангажовао Серова да наслика Врубелов портрет. Они су организовали посао, тако да је Врубел могао да слика Брујсова ујутру, док је Серов сликао Врубела поподне. Иако је Надежда Забела била забринута да ли Врубел може да се носи са таквим стресом, Усолцев је категорички рекао да је као уметник био дубоко здрав. Први број „Золотое руно” изашао је 1. фебруара 1906. године, а Брјусовљева песма „Мају Врубелу” је отворила број. Дванаест дана касније, Врубел се пожалио својој жени да не уме да чита и слика. За неколико дана потпуно је ослепео.

### Умирање
Почетком фебруара 1906. Ана Врубел је посетила свог брата Михаила. Касније је постала његова медицинска сестра и водич. После консултација са Усолцевом, одлучено је да се Врубел врати у Санкт Петербург, где је имао подршку  рођака и вољених. Ана и Надежда су се уселили у јеедан стан док је Михаил Врубел смештен у одличну клинику коју је водио доктор Конасевич, где је сликар прославио 50. рођендан. Међутим, клиника је била далеко од куће и имала је строга правила. Због тога је одлучено да се Врубел пребаци у болницу Адолфа Барија која се налазила у близини Академије уметности и давала је више слободе пацијентима и посетиоцима. Серов се обратио Академији уметности са захтевом да Врубелу исплати месечну помоћ која би покрила део болничких трошкова. Захтев је одобрен и Врубел је почео да добија 75 рубаља лети и 100 рубаља у зимским месецима.
Након што је Врубел изгубио вид, имао је мање напада. Надежда га је редовно посећивала и понекад је чак организовала кућне концерте. Ана Врубел је свакодневно посећивала брата, шетала с њим и читала му. Нарочито често је поново читао прозу Ивана Тургењева и новелу Антона Чехова Степа на основу које је Врубел својевремено створио слику.
Током последњих година живота, Врубел је готово непрестано халуцинирао и често је другима препричавао своја замишљања. Неколико дана је доживљавао просветљење, а затим се жалио на несрећу која га је задесила. Додатно, практиковао је аскетске праксе које су обећавале да ће му вратити изгубљени вид – одбијао је да једе, стајао је целу ноћ пред креветом. Врубел није могао ни да препозна своје старе пријатеље, на пример, Поленова. Касније се Ана Врубел присећала да је у последњих годину дана њен брат говорио да је уморан од живота. Током фебруару 1910. намерно је стајао у близини отвореног прозора и изазвао себи упалу плућа, која је прерасла у пролазну туберкулозу. Истовремено, задржао је своје схватање естетике до самог краја живота. Екатерина Ге се сећа да је „скоро са задовољством узимао кинин, а када је видео натријум салицилат, рекао је: „Ово је тако ружно“. Чак и пре тога, доктор Усолцев је написао да је „а њим било другачије него са било којим другим пацијентима, који обично прво губе смисао за естетику јер им је на последњем месту; док је Врубелову осећај за естетику остао развијен до самог краја живота јер му је овај осећај био примаран.
Уочи смрти, 1. (14.) априла 1910. године, Врубел се довео у ред; умио се колоњском водом и навече је рекао медицинском брату који се бринуо о њему: „Николаје, доста ми је да лежим овде – ми ћемо ићи на Академију.” Заиста, сутрадан је ковчег са Врубелом стављен у Академију уметности. У извештају о смрти стоји да је Врубел „умро од прогресивне парализе“.
Екатерина Ге се побринула за сахрану и наредила да се направи посмртна маска. Сахрана је одржана 3. априла на Новодевичјем гробљу у Санкт Петербургу. Александар Блок је одржао говор, називајући сликара „гласником других светова“ који нам је „оставио своје демоне као чаролије против зла, против ноћи. Могу само да дрхтим пред стварима које Врубел и њему слични једном у веку откривају човечанству. Ми не видимо светове које они виде“.

## Личност
Сви који су познавали Врубела забележили су специфичности његове личности; међутим, његове инхерентне карактерне црте су биле толико осебујне да су касније промишљане кроз призму његове менталне болести. Према речима Дмитријеве, најбољи Врубелов портрет направио је његов пријатељ и колега Константин Коровин који је прецизно ухватио и најситније карактерне црте сликара.

## Наслеђе, комеморација
Надежда Забела-Врубел умрла је 20. јуна 1913. године у 45. години, одмах после концерта на којем је учествовала. Сахрањена је у близини са својим мужем. Руски вајар Леонид Шервуд одлучио је да изгради надгробну плочу на њиховим гробовима, али је до 1913. успео да постави само постоље од црног гранита. Након руске револуције, Новодевичје гробље је тешко оштећено, а многи гробови су уништени. Тридесетих година прошлог века у Александро-Невској лаври је организован музеј-некрополе, за уметнике и друге личности. Потом су почели да премештају гробове познатих уметника са Новодевичјег гробља у нови музеј, али је трансфер остао недовршен због недостатка финансија и почетка рата . Наводни пренос Врубеловог пепела такође није био обављен. Јавност је 2015. године иницирала постављање новог надгробног споменика на Врубелов гроб, али су локалне власти то одбиле.
Врубелови радови су изложени у Државној Третјаковској галерији у Москви, Државном руском музеју у Санкт Петербургу, Врубеловом музеју ликовних уметности у Омску, Кијевској уметничкој галерији, Одесском уметничком музеју, Белоруском националном музеју уметности и на другим местима. По Врубелу су назване бројне знаменитости и објекти у Омску, Кијеву, Вороњежу, Москви, Саратову, Одеси.
Многи истраживачи и критичари различито су оценили утицај који је Врубел имао на руску и светску уметност. Према Дмитријевој, његова улога је била ексклузивна и издвојена. Врубела није сматрала типичним представником сецесије. Према Дмитријевој, сецесија није била довољно органска за Врубела, много мање него што је случај са Леоном Бакстом или Валентина Серова, јер је Врубел следио „култ дубоке природе“ који није „модеран“. 
Према Владимир Лењашин, Михаил Врубел је умео да примени симболизам као хармоничан естетски и филозофски систем у визуелној уметности. П. Климов, који је намерно разматрао Врубелову уметност у контексту руске сецесије, препознао га је као представника револуционарне нити руске модерне. Климов је такође приметио да су Врубелов положај и значај у тој културној средини само упоредиви са местом Александра Андрејевича Иванова у епохи неокласицизма. То је било због комбинације природног Врубеловог дара и његовог каснијег упознавања са руским уметничким светом уопште.
Климов је сугерисао да је Врубел већ у сликама из „кијевског периода” почео да испољава специфичности сецесије, попут стилизације као главног принципа тумачења форме, тежње за синтезом, наглашавања улоге силуете, хладног колорита, симболизма. расположења.
Брза еволуција Врубеловог стила могла би се објаснити његовом одвојеношћу од било ког мејнстрим уметничких покрета тог времена, као што су неокласицизам или покрет Передвижници. О није покушао да превазиђе доктрине. Врубел је академизам доживљавао као полазну тачку за сопствени уметнички напредак, као комбинацију суштинских професионалних вештина. У домену личности и уметничког мишљења, он је био изразити индивидуалиста; биле су му туђе идеје социјалне правде, колегијалности или православног јединства које су инспирисале друге уметнике његове генерације. Штавише, Врубелова усамљеност се може објаснити искључиво његовим друштвеним окружењем, будући да грађанска уметничка форма Арт Ноувеау 1880-их још није имала своје следбенике у Русији. Врубел је морао да сачека да се његови обожаваоци, купци и мецене појаве тек средином 1890-их.